# 巴喇莎
巴喇莎，原名鄧欣寧（1983年12月28日—），香港演員，模特兒及節目主持人。在英國居住多年，擁有犯罪學學士及心理學碩士學位。曾參與多個電視廣告，現主要擔任網絡電台主持人及節目製作人工作。

## 簡歷
「巴喇莎」原為一間舊夜總會名稱，是一個網台節目主持人給她的花名。
巴喇莎出身於香港，自幼移居英國，於赫爾大學修讀犯罪學學士。透過參加模特兒比賽及選美活動而進入演藝界，包括歐洲華裔小姐競選(英國區決賽) 及香港第一屆美酒天使大賽等。曾參演多個電視廣告、電影及劇集。期間繼續進修，取得香港城市大學心理學碩士學位。
2013年起於網絡電台MIHK主持《濕之娃》，成功吸納大量網民粉絲。2015年由資深傳媒人蕭若元邀請，加入網絡電台謎米香港，主持兩性關係節目《全身濕之娃 （页面存档备份，存于）》及《星期一夜情 （页面存档备份，存于）》，亦與「飲食天王」梁震宇一起主持飲食節目《食住上 （页面存档备份，存于）》，邀請明星名人做訪問。2017參與ViuTV電視節目《啪啪聲，太好聽》，打入電視觀眾市場。近年工作集中於網絡主持及幕後節目製作。

## 節目主持及製作
| 年份      | 節目名         | 角色         | 播放頻道 |
| --------- | -------------- | ------------ | -------- |
| 2013-2015 | 濕之娃         | 主持         | MIHK     |
| 2013-2015 | 瞬間讓半球     | 主持         | MIHK     |
| 2015      | 五個一夜情     | 主持         | 謎米香港 |
| 2016-2018 | 星期一夜情     | 主持         | 謎米香港 |
| 2016-2019 | 全身濕之娃     | 主持及製作人 | 謎米香港 |
| 2016-2019 | 食住上         | 主持         | 謎米香港 |
| 2016      | 法內政情       | 主持         | 謎米香港 |
|           | 車酒屋         | 主持及製作人 | 謎米香港 |
|           | 世界波波池     | 主持及製作人 | 謎米香港 |
| 2017      | 啪啪聲，太好聽 | 嘉賓主持     | ViuTV    |
| 2017      | 有病有真相     | 嘉賓主持     | ViuTV    |

## 演出

### 電視
- HKTV《來生不做香港人》（飾演Cat），2014年
- 澳門TDM 《菲你莫屬》，2018年

### 電影
- 《潮性辦公室》（飾演喬寶寶女友），2011年

### 舞台劇
- 舞台戲藝團 X 共進團《忘．記》，2017年

## 廣告
- Okamoto （页面存档备份，存于） 岡本 0.02（代言人）
- 蘇寧鐳射 人人刮起 狂樂派對   (電視廣告)
- 香港永明金融 理想事業之選 – 事業女性篇（電視廣告）
- 漢陽苑（電視視告）
- 豐澤電器／Nikon（電視廣告）
- 康文署 查案腦友記   (電視廣告）
- 靚煲皇（電視廣告）
- 紅米主題餐廳（電視廣告）
- A立得男士補充劑（電視及平面廣告）
- 香港癌症基金會（平面廣告）
- 匯豐銀行（平面廣告)
- 幻武Online（平面廣告)
- 英國TCM頻道（電視廣告）
- 英國愛丁堡國際藝穗節（電視廣告）
- 英國Paramount Comedy（電視廣告）
- 菲律賓FHM（平面廣告）

## 寫真集
- 《Super Sexy Hero》，2015年
- 電子寫真《SEXy Stephanie》，2017年

## 外部連接
- 巴喇莎的Facebook專頁
- 巴喇莎的Instagram帳戶